# صلاح شادي
صلاح شادي (1921 - 12 فبراير 1989) هو لواء شرطة وقيادي سابق بجماعة الإخوان المسلمين، أدين بتهمة محاولة اغتيال الرئيس جمال عبد الناصر.

## حياته ونشأته
ولد في القاهرة سنة 1921م - توفي في 12 فبراير 1989م)،
التحق بمراحل التعليم المختلفة (الابتدائي والثانوي)، ثم بكلية البوليس وتخرّج ضابطًا في الشرطة عام 1940م، والتحق بالعمل في مديرية البحيرة كضابط شرطة، فعمل في الدلنجات، ونقطة صفط الملوك بإيتاي البارود، ثم نقل إلى القاهرة عام 1944م في بلوكات نظام الأقاليم، ثم انتقل للعمل فترة في الطور، ثم عاد إلى القاهرة، وظل في عمله حتى فصله جمال عبد الناصر.

## مسيرته

### التحاقه بالإخوان المسلمين
كان صلاح شادي ينظر إلى الإخوان على أنهم جماعة دينية فحسب، على الرغم من أن أنهم كضباط لديهم تعليمات تحذر من هذه الجماعة حتى تصادف أثناء رئاسته لنقطة صفط الملوك أن أرسل له الأستاذ أحمد السكري مقبوضًا عليه ليرحل إلى القاهرة في الصباح وجلس معه الأستاذ السكري يحدثه عن دعوة الإخوان وأهميتها ومميزاتها، غير أنه لم يكترث لهذا الكلام، وكان ذلك عام 1941م، إلا أن ثقة وشجاعة شباب الإخوان استوقفته كثيرًا فعندما ذهب لتفتيش دار الإخوان بناءً على تعليمات رؤسائه وجد منهم ثقة وشجاعة لا توصف حتى أتم مهمته.
إلا أن التحول كان في شهر رمضان عندما دعاه صديقه صالح أبو رقيق لحضور درس يلقيه الأستاذ حسن البنا فلم يعبأ بهذا الكلام، وصمَّم على الذهاب إلى السينما، إلا أن صديقه استطاع أن يقنعه بالذهاب لسماعه، ثم يذهبا للسينما، وعندما ذهب، وكان يظن أن حسن البنا كأي شيخ يتحدث فقط في فقه العبادات، إلا أنه سمع كلامًا مغايرًا، فكان الرجل يتحدث عن أمور حياتية مهمة، ومن وقتها بدأ صلاح شادي يتحرى خطوات حسن البنا، حتى كان عام 1943م عندما ذهب لسماع الإمام البنا في كفر الزيات وسمع منه كثيرًا كما رأى مريديه من جميع الطبقات؛ ففي اليوم الأول بات مع بعض الإخوة في «زريبة» لكثرة العدد، وفي اليوم الثاني اصطحبه الإمام البنا لأحد كبار الأعيان؛ فكان موقفًا مؤثرًا أن يجد الرجل تتبعه طوائف شتى بين غنى وفقير، وبعدها مد يده ليلة 27 رمضان ليبايع الإمام البنا على العمل مع الإخوان.
بعد أن بايع الإمام البنا على العمل عاد ضابطًا مختلفًا عن كل الضباط، فعندما عاد حمل على عاتقه نشر الدعوة وسط محيطه، ومن المواقف الحية أن المديرية كانت تفرض على كل قرية عددًا من تذاكر الحفلات التي تحييها الراقصات تشتريها جبرًا وقسرًا، غير أنه عندما وصل إليه عدد التذاكر ليعطيها لعمدة القرية ليجمع المال من أهلها؛ رفض هذا المسلك وأرجع التذاكر، ورفض أن تفرض عليهم هذه الضريبة التي كانت تثقل كواهلهم، حتى إنه عنِّف من المديرية فلم يكترث لذلك.
عندما سرق سير إحدى الماكينات من تفتيش الخاصة الملكية أرادوا أن يفرضوا على أهل القرية جمع ثمن هذا السير؛ جزاءَ تجرؤهم على سرقته فما كان منه إلا أن وقف في وجه المسئولين عن الخاصة ورفض أن تجمع هذه الأموال من الفقراء أو تغريمهم، حتى إن الأمر كاد يتطور، إلا أن المسئولين في الخاصة رضخوا لكلامه.
وأيضًا عندما صدم أحد كبار الدولة أحد الفقراء بسيارته فقتله ثم هرب؛ سارع بإبلاغ المديرية بالحادث وأبلغ عن الكبير، غير أن مساعد الحكمدار أتى له ليثنيه عن هذا الأمر ويحذرَه من أن هذا الكبير قريب من رئيس وزراء البلاد، فزاده الأمر تصلُّبًا، وطالب بالقصاص منه، فهدده فلم يستجب له، ثم قدم هذا الكبير فهدده، فما كان منه إلا أن طالبه بتسليم نفسه لينال جزاءه، فرفض وتغطرس الكبير. عندما قدم مساعد الحكمدار تقريرًا لمدير المديرية بأنه تطاول على رؤسائه استدعاه المدير وأطلعه على المواقف، والذي كان يفهمها من وجه نظر مساعد الحكمدار، فوضح له المواقف، وأن هذا الكبير قتل أحد الفقراء ولا بد أن ينال جزاءه، ففرح به المدير وحيَّاه حتى ظن الجميع أن صلاح شادي مسنود من الملك فخافوا منه، ولم يجرؤ عليه أحد.
زاد حبُّه في قلوب أهل البلدة حتى قلَّت الجرائم والسرقات، ولقد ابتكر شيئًا جميلاً أن جعل طابور الصباح لعساكر النقطة مع صلاة الفجر؛ حيث كان الجميع يلتقون في المسجد القريب من النقطة ليصلوا ثم توزَّع المهام، وكانت تجربة رائدة. عندما سافر إلى الطور كان أحد السجناء، ويسمَّى ريان، لا يقدر عليه أحد حتى الضباط؛ فأخذ يزوره في زنزانته ويكلمه عن نعم الله عليه وعن قيمة الحياة، حتى تغيَّر الرجل إلى الأفضل وبعدما خرج ذهب إلى بلدته ليحارب الإقطاعيين وينصر الفلاحين الفقراء إلا أنهم تربَّصوا به وقتلوه، فحزن عليه الأستاذ صلاح حزنًا شديدًا.

## حادثة المنشية
نشأ النظام الخاص للإخوان المسلمين بهدف التصدي للمحتل الإنجليزي في مصر، وللتصدي لمحاولات الصهيونية ومن خلفهم الإنجليز والأمريكان في اقتطاع فلسطين واحتلالها من قبل اليهود وإقامة وطن قومي لهم عليها. تعدَّدت تشكيلة النظام ما بين عسكريين وبوليس ومدنيين، وكلٌّ له مهامه التي تسير وفقًا لشرع الله ثم مبادئ الإخوان، ولقد تولى مسئولية النظام عبد الرحمن السندي، وتولى مسئولية قسم الوحدات والتي كانت تختص بشئون البوليس صلاح شادي، وتولى مسئولية العسكريين الصاغ محمود لبيب.
فبعد أن انتقل صلاح شادي إلى القاهرة عام 1944م عهد إليه الإمام البنا مسئولية قسم الوحدات والتي تعمل على تربية أفراد البوليس تربيةً إسلاميةً وعلى حسن التعامل مع المجتمع، والقيام بالمهام المنوطة فيما لا يغضب الله بكل جد، ولقد برزت شخصيات كانت مثلاً للشرطي المسلم، فقد ظهر الضابط والكونستابل والشاويش والعسكري، كل ذلك كان نتاج تربية قسم الوحدات والأقسام الأخرى، بالإضافة لكونه رجلاً عسكريًّا ماهرًا.

 
يقول صلاح شادي: 
.
 
كان صلاح شادي قريبًا من الأستاذ البنا، وفي ذلك يقول الأستاذ عمر التلمساني في كتاب «ذكريات لا مذكرات»: 
بعد أن دخلت الجماعة في طور المحن عام 1948م، وحُلت الجماعة واعتقل رجالها حتى انفرجت المحنة بعودة الجماعة مرة أخرى عام 1951م عاد صلاح شادي لرئاسة قسم الوحدات حتى كان عام 1953م والذي أسند فيه قسم الوحدات إلى أبو المكارم عبد الحي، وأسند إلى صلاح شادي الإشراف على الضباط، وظل هذا الوضع حتى حادثة المنشية عام 1954م.
اعتقل إثر حادثة المنشية وحكم عليه بالإعدام بتهمة قلب نظام الحكم بالقوة، لكن خفف إلى المؤبد. ظل بالسجن ما يقرب من عشرين عاما، وخرج عام 1974م.

## وفاته
اعتقل صلاح شادي بعد حادثة المنشية وحكم عليه بالإعدام مع الأستاذ محمد مهدي عاكف وعلي نويتو وسعد حجاج والسيد الريس غير أن الحكم خفف عنهم وظل بالسجن ما يقرب من عشرين عاما فقد خرج مع أخر دفعة عام 1974م ليكمل المسيرة مع إخوانه. وفي يوم 6 رجب سنة 1409هـ الموافق 12-2-1989م، أسلم صلاح شادي الروح بعد يوم عمل طويل شاركه فيه الأستاذ مصطفي مشهور حيث توفي وهو جالس بجانبه في السيارة بعد صلاة العشاء وبعد أن أديا واجب العزاء في وفاة زوجة أحد الإخوان.